# Mauricio Vaitsman
Mauricio Vaitsman foi um jornalista e escritor brasileiro, nascido em Campos dos Goytacazes, Estado do Rio de Janeiro.

## Biografia
Atuou como secretário e redator-chefe de vários e importantes jornais do Rio de Janeiro e no Correio Braziliense de Brasília.
Trabalhou também para a Revista Manchete e outras importantes revistas brasileiras. Autor dos livros "O Petróleo no Império e na República", "Quanto Custou Brasilia?", "Brasilia e Amazonia", "Marilyn Monroe e os Tartufos", "Sangue Novo no Congresso", "Política Pitoresca", dentre outros. Foi diretor da Agência Nacional. Recebeu ao longo de sua carreira inúmeras condecorações e distinções, destacando-se a Medalha da Ordem do Infante Dom Henriques, no grau de Comendador. Faleceu em 1977, no Rio de Janeiro.
Foi um dos primeiros jornalistas a ser registrado no Registro De Jornalistas do antigo Distrito Federal, recebendo o número 13.
O jornalista dá nome a uma rua no bairro de Campo Grande , Rio de Janeiro, RJ.
E importante avultar que em São Paulo, existiu uma homônimo (Maurício Vaitsman), o qual também  foi homenageado através da atribuição de seu nome a um logradouro da capital paulistana. Esta informaçao é incluída por Mauro S. Vaitsman, primogênito do jornalista fluminense.
Maurício Vaitsman era casado com Dulcinéa Santiago Vaitsman e deixou  8 (oito)filhos: Mauro,Delmo, Dulce Maria, Maria José, Márcio, Hélio, Hélcio e Carlos.